# Турбин, Николай Матвеевич
Николай Матвеевич Турбин (1832 — после 3 января 1906) ― генерал от инфантерии (1902), русский археолог. Действительный член Московского археологического общества (1878). Организатор и первый председатель Московского нумизматического общества (1888).

## Биография
Происходил из дворян Орловской губернии. Родился 4 (16) июня 1832 года в Ельце. В возрасте 9 лет отдан в петербургский Павловский кадетский корпус, из которого был выпущен 13 августа 1852 года, получив назначение в Егерский Е. И. В. Великого князя Михаила Николаевича полк. Уже в 1853 году был переведён прапорщиком в лейб-гвардии Гренадерский полк и в 1854 году начал учиться в Николаевской академии Генерального штаба, которую окончил в 1856 году. Был причислен к генеральному штабу и назначен на службу в распоряжение генерал-губернатора и командующего войсками Восточной Сибири. В январе 1858 года был произведён в штабс-капитаны с переводом в генеральный штаб. Был командирован для осмотра китайской границы и составления систематического описания Иркутской губернии. В 1859 году был начальником конвоя императорской духовной миссии в Пекин.
В 1862 году вернулся в европейскую часть России: дивизионный квартирмейстер 2-й пехотной дивизии (март-июль 1862), начальник штаба 29-й пехотной дивизии (август 1863 — январь 1865), начальник штаба 30-й пехотной дивизии (1865). Во время Польского восстания находился в составе войск Виленского военного округа; 30 августа 1865 года произведён в полковники.
С 30 мая 1867 года — командир 61-го пехотного Владимирского полка (до января 1877); в 1870 году был утверждён в звании директора Могилёвского попечительного о тюрьмах комитета. С января 1877 по март 1889 — помощник начальника штаба Московского военного округа. Во всю кампанию 1877—1878 гг. был членом Комиссии для предварительной цензуры телеграмм, получаемых с театра военных действий и размещаемых в московских газетах; с 1 января 1878 — генерал-майор.
Был начальником Московского военного госпиталя (с 29 апреля 1887 по 13 марта 1889), затем — комендантом Выборгской крепости (март 1889 — июнь 1891); 30 августа 1889 года произведён в генерал-лейтенанты.
Начальник 25-й пехотной дивизии (июнь 1891 — март 1896), помощник командующего войсками Приамурского военного округа в звании председателя Временной распорядительной комиссии по возведению оборонительных и казарменных помещений в Приамурском крае (март 1896 — июль 1898), помощник командующего войсками Финляндского военного округа (май 1902 — апрель 1905), член Военного совета (с апреля 1905), исполняющий должность финляндского генерал-губернатора, член Военного совета (июль 1905 — январь 1906). Уволен в отставку генералом от инфантерии, с мундиром и пенсией (январь 1906).
Увлекался археологией, нумизматикой. После смерти жены воспитывал двоих детей.

## Археологические изыскания
Служа в Могилёвской и Минской губерниях и увлекаясь археологией, Н. М. Турбин участвовал в этих местах в раскопках курганов. Вместе с К. П. Тышкевичем в 1860-х гг. предпринимал раскопки в Минском и Игуменском уездах Минской губернии, в 1870—1872 гг. в Борисовском уезде.
В 1877 году, узнав о найденной в Быховском уезде серебряной монеты киевского князя Владимира Святославича (которых всего известно 5), Турбин начал активные раскопки у села Обидовичи, но ничего не нашёл.
В дальнейшем Турбин с успехом занялся раскопками курганов у села Дымово Сенненского уезда на границе дреговичей и полоцких кривичей. Он обнаружил несколько погребений, описал их.
Предпринимал Турбин раскопки и в Заславле, интересовался кирпичной псковской кладкой.
Полностью его археологические материалы не опубликованы, они хранятся в Государственном историческом музее.
В 1866 году Турбин ходатайствовал перед Министерством просвещения об утверждении общества любителей нумизматики, он и стал первым председателем Московского нумизматического общества (1888), занимавшегося исследованием монет, изданием трудов и обменом информации о находках.
Собирал нумизматические и другие коллекции, в 1912 году участвовал в Международном археологическом съезде (Афины).

## Сочинения
- Советы дядьке // Русский инвалид, 1902, № 217
- Новое приспособление для проверки прицеливания и спуска ударника // Русский инвалид, 1881, № 153
- Устройство прибора для проверки прицеливания и спуска // Русский инвалид, 1881, № 242
- Простой и дешевый станок для обучения прицеливанию по движущимся и выскакивающим целям // Русский инвалид, 1895, № 87
- О фейерверкерах в артиллерии // Русский инвалид, 1902, № 235
- Расписание занятий с молодыми солдатами артиллерии // Русский инвалид, 1902, № 271